# مواطنون على الأنترنت
مواطنون على الإنترنت هي جمعية خيرية للدمج الرقمي والمهارات الرقمية الأساسية بالمملكة المتحدة  أسسها مارك آدمز والمدير التنفيذى چون فيشر. وتهدف إلى ضمان عدم استخدام هذا التحول على الإنترنت لاستبعاد الأشخاص والمساعدة في سد الفجوة الرقمية. تعمل المجموعة على مساعدة المنظمات الأخرى مع تأثيرات التحول إلى الخدمات عبر الإنترنت. وتسمى الخدمة الرئيسية التي يقدمها المواطنين على الإنترنت بالتحول  والتي فازت بجائزة القادة الرقمية لأفضل منتج في عام 2015 .